# ICAO kód letiště

Mapa označení regionů pomocí prvního písmene kódu letiště

Každé letiště na světě má od Mezinárodní organizace pro civilní letectví (ICAO) přiděleno jednoznačné čtyřmístné označení, tzv. kód letiště. Tyto kódy se používají ve veškeré oficiální dokumentaci, komunikaci, leteckých mapách apod. Kromě letišť také označují meteorologické stanice, ať už jsou umístěny na letišti či nikoli. Kromě kódů podle organizace ICAO se v praxi používají také kódy definované organizací IATA, které se používají v letových řádech aerolinek, rezervačních systémech, označení zavadel apod. Do budoucna se plánuje i v těchto případech přechod na kódy ICAO. Obecně vypadají kódy ICAO a IATA odlišně (LKPR × PRG pro Prahu, EGLL × LHR pro Londýn-Heathrow); u mnohých letišť v Kanadě a USA však ICAO kód přebírá IATA kód s prefixem pro danou geografickou oblast (IAD → KIAD pro Washington-Dulles a YEG → CYEG pro Edmonton).
Kód letiště podle ICAO má (na rozdíl od kódu IATA) systematickou strukturu: čtyřmístné označení je ve tvaru SSLL, kde SS je označení státu a LL je označení letiště v daném státu. I kódy zemí jsou přidělovány systematicky: první písmeno označuje část Země, druhé písmeno pak v příslušné části označuje jeden stát.
Některé státy používají i pseudo-ICAO kódy, které mohou být vícemístné. Např. v Česku jsou plochy pro sportovní účely značeny 6místným kódem, kupř. letiště Třebíč má zkratku LKTREB.

## Označení státu

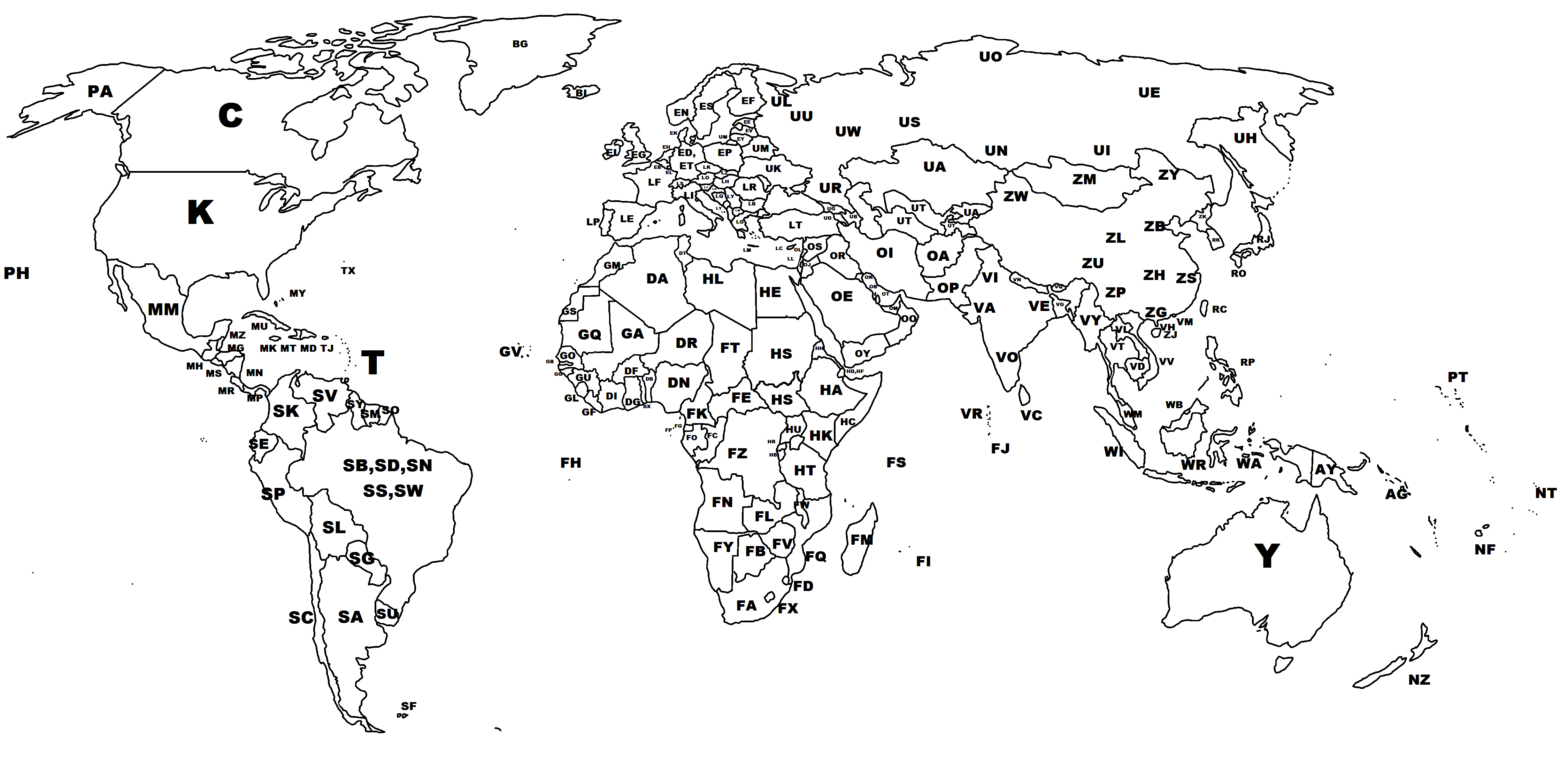
Mapa kódů jednotlivých států

První dvě písmena kódu označují stát podle následující tabulky. (Některé velké státy mají přiděleno více označení.)

### A – Jihozápadní Pacifik
- AG = Šalomounovy ostrovy
- AN = Nauru
- AY = Papua Nová Guinea

### B – Arktida
- BG = Grónsko
- BI = Island

### C – Kanada
- CY, CZ = Kanada

### D – Západní Afrika
- DA = Alžírsko
- DB = Benin
- DF = Burkina Faso
- DG = Ghana
- DI = Pobřeží slonoviny
- DN = Nigérie
- DR = Niger
- DT = Tunisko
- DX = Togo

### E – Severní Evropa
- EB = Belgie
- ED = Německo
- EE = Estonsko
- EF = Finsko
- EG = Velká Británie
- EH = Nizozemsko
- EI = Irská republika
- EK = Dánsko, Faerské ostrovy
- EL = Lucembursko
- EN = Norsko
- EP = Polsko
- ES = Švédsko
- ET = Německo
- EV = Lotyšsko
- EY = Litva

### F, G, H – Afrika
- FA = Jihoafrická republika
- FB = Botswana
- FC = Kongo
- FD = Svazijsko
- FE = Středoafrická republika
- FG = Rovníková Guinea
- FH = Ascension
- FI = Mauricius
- FJ = Britské indooceánské teritorium
- FK = Kamerun
- FL = Zambie
- FM = Komory, Mayotte, Madagaskar a Réunion
- FN = Angola
- FO = Gabon
- FP = Svatý Tomáš a Princův ostrov
- FQ = Mosambik
- FS = Seychely
- FT = Čad
- FV = Zimbabwe
- FW = Malawi
- FX = Lesotho
- FY = Namibie
- FZ = Demokratická republika Kongo
- GA = Mali
- GB = Gambie
- GC = Kanárské ostrovy
- GE = Ceuta a Melilla
- GF = Sierra Leone
- GG = Guinea-Bissau
- GL = Libérie
- GM = Maroko
- GO = Senegal
- GQ = Mauritánie
- GS = Západní Sahara
- GU = Guinea
- GV = Kapverdy
- HA = Etiopie
- HB = Burundi
- HC = Somálsko
- HD = Džibutsko
- HE = Egypt
- HH = Eritrea
- HK = Keňa
- HL = Libye
- HR = Rwanda
- HS = Súdán
- HT = Tanzanie
- HU = Uganda

### J
Podle některých zdrojů může písmeno „J“ označovat letiště a přistávací plochy na Marsu. Jediným ICAO kódem přiděleným na Marsu je JZRO pro kráter Jezero.

### K – Spojené státy americké
- K = Spojené státy americké (kontinentální část)

### L – Jižní Evropa
- LA = Albánie
- LB = Bulharsko
- LC = Kypr
- LD = Chorvatsko
- LE = Španělsko
- LF = Francie
- LG = Řecko
- LH = Maďarsko
- LI = Itálie
- LJ = Slovinsko
- LK = Česko
- LL = Izrael
- LM = Malta
- LN = Monako
- LO = Rakousko
- LP = Portugalsko, Madeira, Azory
- LQ = Bosna a Hercegovina
- LR = Rumunsko
- LS = Švýcarsko
- LT = Turecko
- LU = Moldavsko
- LW = Severní Makedonie
- LX = Gibraltar
- LY = Srbsko, Černá Hora
- LZ = Slovensko

### M – Střední Amerika
- MB = Turks a Caicos
- MD = Dominikánská republika
- MG = Guatemala
- MH = Honduras
- MK = Jamajka
- MM = Mexiko
- MN = Nikaragua
- MP = Panama
- MR = Kostarika
- MS = Salvador
- MT = Haiti
- MU = Kuba
- MW = Kajmanské ostrovy
- MY = Bahamy
- MZ = Belize

### N – Jižní Pacifik
- NC = Cookovy ostrovy
- NF = Fidži
- NF = Tonga
- NG, NL, NT, NW = Kiribati, Tuvalu, Francouzská Polynésie
- NI = Niue
- NL = Wallis a Futuna
- NS = Samoa, Americká Samoa
- NV = Vanuatu
- NW = Nová Kaledonie
- NZ = Nový Zéland

### O – Střední Východ
- OA = Afghánistán
- OB = Bahrajn
- OE = Saúdská Arábie
- OI = Írán
- OJ = Jordánsko
- OK = Kuvajt
- OL = Libanon
- OM = Spojené arabské emiráty
- OO = Omán
- OP = Pákistán
- OR = Irák
- OS = Sýrie
- OT = Katar
- OY = Jemen

### P – Severní Pacifik
- PA = Aljaška
- PC = Ostrov Phoenix
- PG = Guam, Severní Mariany
- PH = Havajské ostrovy
- PJ = Johnstonův atol
- PK = Marshallovy ostrovy
- PL = Kiribati
- PM = Midwayské ostrovy
- PT = Mikronésie
- PW = Ostrov Wake

### R – Východní pobřeží Pacifiku
- RC = Tchaj-wan
- RJ = Japonsko
- RK = Jižní Korea
- RO = Japonsko
- RP = Filipíny

### S – Jižní Amerika
- SA = Argentina
- SB = Brazílie
- SC = Chile
- SE = Ekvádor
- SF = Falklandy
- SG = Paraguay
- SK = Kolumbie
- SL = Bolívie
- SM = Surinam
- SO = Francouzská Guyana
- SP = Peru
- SU = Uruguay
- SV = Venezuela
- SY = Guyana

### T – Karibik
- TA = Antigua a Barbuda
- TB = Barbados
- TF = Guadeloupe, Martinik
- TG = Grenada
- TI = Americké Panenské ostrovy
- TJ = Portoriko
- TK = Svatý Kryštof a Nevis
- TL = Svatá Lucie
- TN = Nizozemské Antily, Aruba
- TQ = Anguilla
- TR = Montserrat
- TT = Trinidad a Tobago
- TU = Britské Panenské ostrovy
- TV = Svatý Vincenc a Grenadiny
- TX = Bermudy

### U – Bývalý SSSR
- UA = Kazachstán, Kyrgyzstán
- UB = Ázerbájdžán
- UC = Kyrgyzstán
- UD = Arménie
- UE = Rusko
- UG = Gruzie
- UH, UI, UL = Rusko
- UK = Ukrajina
- UM = Bělorusko, Rusko
- UN, UO, UR,
- US, UU, UW = Rusko
- UT = Tádžikistán, Turkmenistán, Uzbekistán

### V, W – Dálný východ
- VA = Indie
- VC = Srí Lanka
- VD = Kambodža
- VE, VI = Indie
- VG = Bangladéš
- VH = Hongkong
- VL = Laos
- VM = Macao
- VN = Nepál
- VO = Indie
- VQ = Bhútán
- VR = Maledivy
- VT = Thajsko
- VV = Vietnam
- VY = Myanmar
- WA = Indonésie
- WB = Brunej a Malajsie
- WI = Indonésie
- WM = Malajský poloostrov
- WP = Východní Timor
- WR = Indonésie
- WS = Singapur

### Y – Austrálie
- Y = Austrálie

### Z – Čína
- Z (kromě ZK a ZM) = Čína
- ZK = Severní Korea
- ZM = Mongolsko

## Příklady
- LKPR – Letiště Václava Havla Praha
- LKTB – Letiště Brno-Tuřany
- KJFK – JFK, New York, USA
- EGLL – Heathrow, Londýn, Velká Británie
- ZSPD – Pchu-tung, Šanghaj, Čína